# Роксолана
Хюрре́м Хасеки́-султа́н (осман. خرم خاصكی سلطان‎, тур. Hürrem Haseki Sultan, также известная как Роксола́на (лат. Roxolana); ок. 1502 или ок. 1505 — 15 или 18 апреля 1558) — наложница, а затем супруга османского султана Сулеймана I Великолепного, мать султана Селима II. Являлась одной из самых влиятельных женщин в истории Османской империи.
Настоящее имя неизвестно; вариант Алекса́ндра либо Анастасия Гаври́ловна Лисо́вская появился в поздней литературной традиции.

## Происхождение

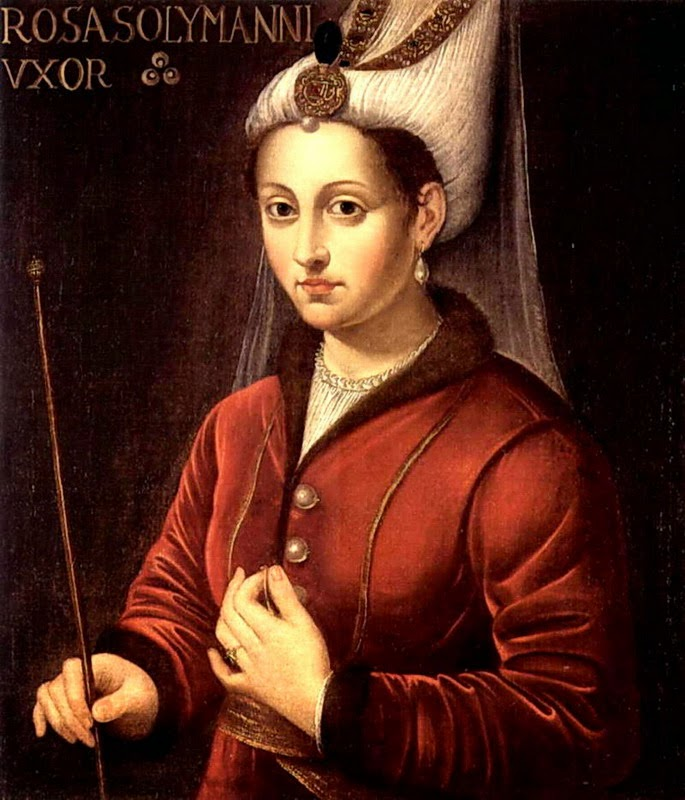
Портрет Роксоланы (XVI век)

Документальные источники и даже сколь-либо надёжные письменные свидетельства, говорящие о жизни Хюррем до поступления в гарем, отсутствуют. Вместе с тем в литературных сочинениях возникли легенды о её происхождении.

### Факты
Сведения о происхождении Хюррем разрозненны и противоречивы.
В Европе Хюррем была известна как Роксолана. Это имя было впервые использовано в отношении неё послом Священной Римской империи в Османской империи Ожье Гисленом де Бусбеком, автором изданных в 1589 году в Париже латиноязычных «Турецких записок» (лат. Legationis Turcicae epistolae quatuor IV). В этом сочинении он назвал её Роксоланой, основываясь на предположительном происхождении Хюррем с территории, называемой в Речи Посполитой в конце XVI века Роксолания (от племени роксоланов, упоминаемых Страбоном в качестве обитателей Северного Причерноморья).
Венецианский посол Бернардо Наваджеро называл Хюррем русской: «[donna] … di nazione russa». Другой венецианский посол — Джованни Баттиста Тревизано — называл её «султаншей из Руси»: «Sultana, ch’è di Rusi». Венецианский военачальник Маркантонио Брагадин также называл Хюррем русской: «donna di nazion russa».
Михалон Литвин, бывший в середине XVI века послом Великого княжества Литовского в Крымском ханстве, в своём сочинении 1548—1551 годов «О нравах татар, литовцев и москвитян» (лат. De moribus tartarorum, lituanorum et moscorum) при описании торговли рабами указывает, что «и любимейшая жена нынешнего турецкого императора мать перворождённого [сына] его, который будет править после него, похищена была из земли нашей».
Участник посольства Речи Посполитой к османскому султану 1621—1622 годов поэт Самуил Твардовский писал, что турки рассказывали ему о том, что Роксолана была дочерью православного священника из Рогатина (ныне в Ивано-Франковской области, Украина). Однако Рогатин, как и вся Галичина, не входил в состав Великого княжества Литовского, а был частью Королевства Польского.

### Легенды
Никаких реальных фактов, подробностей или деталей происхождения и доосманского периода жизни Хюррем неизвестно и не задокументировано. Лишь в XIX веке в литературе стали появляться художественные домыслы, не имеющие под собой реальной основы. Согласно польской литературной традиции, её настоящее имя было Анастасия и она была дочерью рогатинского священника Гаврилы Лисовского, служившего в местной церкви Святого Духа. В украинской литературе XIX века её стали именовать Анастасией, эту версию приняли некоторые советские историки.
Галина Ермоленко, со ссылкой на Михаила Орлича, сообщает о якобы старой буковинской народной песне, повествующей о красивой девушке из Рогатина по имени Настусенька, похищенной крымскими татарами и проданной в султанский гарем. Михаил Орлич сообщал, что слышал эту песню от бабушки. Также он слышал от бабушки, что «будто на свадьбу Насти и Сулеймана ездила в сопровождении казацкой свиты и Настина мать и другие сказки». Ирина Кныш называет «старой народной» песню, которая на самом деле является изменённым куском поэмы Маврикия Гославского «Поділля» (1827 г.). Аналогичную ошибку допускает и Орлич.
Неизвестно, насколько первичны «старые народные» песни про Роксолану и датируются ли они сроками ранее 1880 года, когда имя Анастасия Лисовская появилось у Михаила Орловского в исторической повести «Роксолана или Анастасия Лисовская». Киевский историк Владимир Грабовецкий утверждал, что при поисках в архивах в галицких городских и земских актовых книгах не обнаружил упоминания рода Лисовских до середины XVI века. Михаил Орловский, вслед за Маврикием Гославским, писал, что Роксолана была родом не из Рогатина, а из Чемеровец (ныне в Хмельницкой области)

## Жена султана

Роксолана и султан. Антон Хикель, 1780

Во время одного из набегов крымских татар девушка попала в плен и после нескольких перепродаж, через Аутку, Кефе в Крыму, была подарена Сулейману, который тогда был шехзаде и занимал государственный пост в Манисе, где существовал собственный гарем. Не исключено, что она была подарена 26-летнему Сулейману по случаю восшествия на престол. Попав в гарем, Роксолана получила имя Хюррем (от перс. خرم‎ — «весëлая, радость приносящая»). Историк Галина Ермоленко датирует появление Хюррем в гареме периодом между 1517 и восшествием Сулеймана на престол в 1520 году. На тот момент девушке было около пятнадцати.
В самое короткое время Хюррем привлекла внимание султана. Другая наложница Сулеймана — Махидевран, мать шехзаде Мустафы, рабыня албанского или черкесского происхождения, стала ревновать султана к Хюррем. Возникшую между Махидевран и Хюррем ссору в своём отчёте за 1533 год описал венецианский посол Бернардо Наваджеро: «…Черкешенка оскорбила Хюррем и разодрала ей лицо, волосы и платье. Спустя некоторое время Хюррем пригласили в султанскую опочивальню. Однако Хюррем сказала, что не может в таком виде идти к повелителю. Тем не менее султан вызвал Хюррем и выслушал её. Затем он позвал Махидевран, спросив, правду ли ему рассказала Хюррем. Махидевран сказала, что она главная женщина султана и что другие наложницы должны подчиняться ей, и что она ещё мало побила коварную Хюррем. Султан разгневался на Махидевран и сделал Хюррем своей любимой наложницей».

La Sultana Rossa. Тициан, 1550-е годы

В 1521 году скончались двое из трёх сыновей Сулеймана. Единственным наследником остался шестилетний Мустафа, что в условиях высокой смертности представляло угрозу для династии. В связи с этим способность Хюррем родить наследника давала ей необходимую поддержку во дворце. Конфликт новой фаворитки с Махидевран сдерживался авторитетом матери Сулеймана Хафсы Султан. В 1521 году Хюррем родила мальчика, получившего имя Мехмед. В следующем году родилась девочка Михримах — единственная пережившая младенчество дочь Сулеймана, после родился Абдулла, проживший всего три года, в 1524 году родился Селим, а в следующем — Баязид. Последнего, Джихангира, Хюррем родила в 1531 году.
В 1534 году умерла валиде-султан. Ещё до этого, в 1533 году, вместе с сыном Мустафой, который достиг совершеннолетия, в Манису отправилась давняя соперница Хюррем — Махидевран. В марте 1536 года великий визирь Ибрагим-паша, ранее опиравшийся на поддержку Хафсы, был казнён по приказу султана Сулеймана, а его имущество было конфисковано. Смерть валиде и отстранение великого визиря открыли Хюррем дорогу для укрепления собственной власти.
После смерти Хафсы Хюррем смогла добиться того, чего никто и никогда до неё не добивался. Она официально стала женой Сулеймана. Хотя не существовало никаких законов, запрещающих женитьбу султанов на рабынях, вся традиция османского двора настаивала против этого. При этом в Османской империи даже сами термины «закон» и «традиция» обозначались одним словом — канун. Состоявшаяся свадебная церемония была, судя по всему, очень пышной, хотя никак не упоминается в османских источниках. Вероятно, свадьба состоялась в июне 1534 года, хотя точная дата этого события неизвестна. Уникальное положение Хюррем отражал и её титул — хасеки, введённый Сулейманом специально для неё.
Султан Сулейман, проводивший большую часть времени в походах, информацию о ситуации во дворце получал исключительно от Хюррем. Сохранились письма, в которых отражается большая любовь и тоска султана по Хюррем, которая была его главным политическим советником. Между тем, Лесли Пирс отмечает, что на ранних этапах деятельности Сулеймана он более опирался на переписку с матерью, так как Хюррем недостаточно хорошо знала язык. Ранние письма Хюррем написаны отточенным канцелярским языком, что говорит о том, что они были написаны придворным писарем.

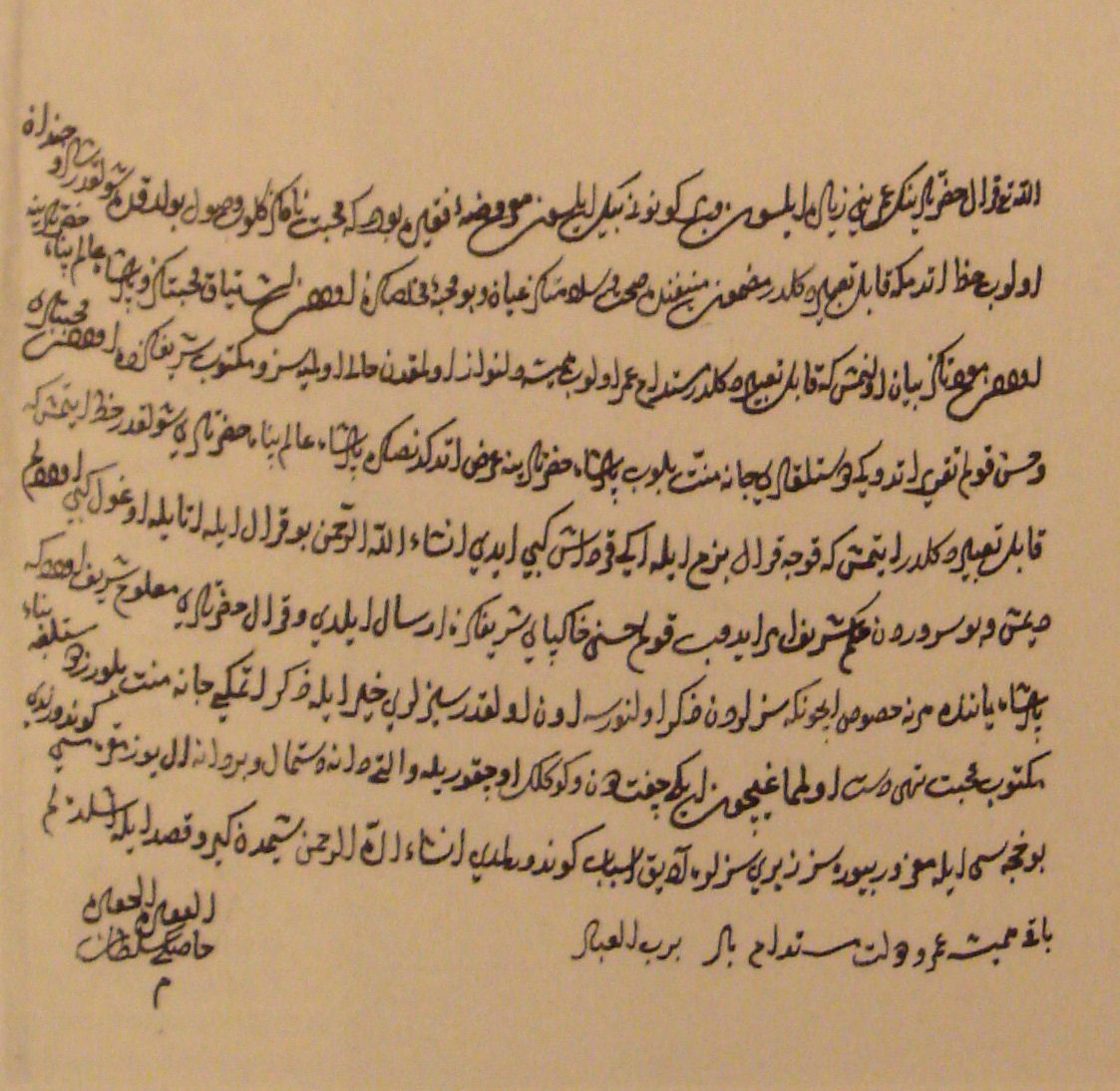
Приветственное письмо Хюррем Султан Сигизмунду II Августу от 1549 года по случаю вступления его на польский престол

Влияние, оказываемое Хюррем на Сулеймана, иллюстрирует эпизод, описанный венецианским послом Пьетро Брагадином. Один из санджак-беев подарил султану и его матери по одной красивой русской девушке-рабыне. Когда девушки прибыли во дворец, Хюррем, которую застал посол, была очень недовольна. Валиде, отдавшая свою рабыню сыну, была вынуждена извиниться перед Хюррем и забрать наложницу обратно. Вторую рабыню султан приказал отправить в качестве жены другому санджак-бею, так как наличие даже одной наложницы во дворце делало хасеки несчастной.
По её инициативе в Стамбуле построено несколько мечетей, баня и медресе.
Вскоре после возвращения из поездки в Эдирне, 15 или 18 апреля 1558 года, вследствие продолжительной болезни либо отравления Хюррем Султан умерла. Год спустя её тело перенесли в куполообразный восьмигранный мавзолей проекта архитектора Мимара Синана. Мавзолей Хюррем Хасеки Султан (тур. Haseki Hürrem Sultan Türbesi) декорирован изысканными изникскими керамическими изразцами с изображениями райского сада, а также с нанесёнными текстами стихов, возможно, в честь её улыбки и жизнерадостного характера. Усыпальница Роксоланы находится недалеко от мавзолея Сулеймана слева от мечети в комплексе Сулеймание. Внутри гробницы Хюррем вероятно находится гроб Ханым Султан, дочери Хатидже Султан, сестры Сулеймана. Тем не менее, Хюррем вошла в историю Османской империи, как родоначальница периода огромного влияния женщин в Османской империи - Женский султанат.

## Дети
Хюррем родила султану шестерых детей:
Сыновья:
- Мехмед (1521—1543)
- Абдулла (1522/1523—1526)
- Селим (28 мая 1524 — 13 декабря 1574)
- Баязид (1525 — 25 сентября 1561)[39]
- Джихангир (1531—27 ноября 1553)

Дочь:
- Михримах (21 марта 1522— 25 января 1578)

Из всех сыновей Сулеймана I Великолепного отца-султана пережил только Селим, впоследствии вступивший на османский престол.
Мехмед умер в 1543 году. По мнению некоторых исследователей Мехмед умер от оспы, а по другой версии он умер своей смертью.
Джихангир, слабый здоровьем от рождения, умер в 1553 году вскоре после казни Мустафы. Существует легенда, что Джихангир умер от тоски по своему брату. По этой же легенде именно Хюррем, плетя интриги против Мустафы, спровоцировала его смерть: настроила отца против сына, чтобы престол достался её сыну. По приказу Сулеймана I Мустафу задушили.
Баязид после неудачной попытки убить Селима вместе с 12 тысячами своих людей прятался в Персии, стал считаться предателем в Османской империи, которая на тот момент находилась в состоянии войны с Персией. Позже султан Сулейман I заключил с Персией мир и договорился с персидским шахом Тахмаспом I, что за 400 000 золотых монет соратников Баязида убьют, а его самого вместе с четырьмя сыновьями отдадут посланникам султана. Смертный приговор, который вынес Сулейман своему сыну Баязиду, был исполнен 25 сентября 1561 года. Младшего сына Баязида казнили в Бурсе.

## Роль в истории

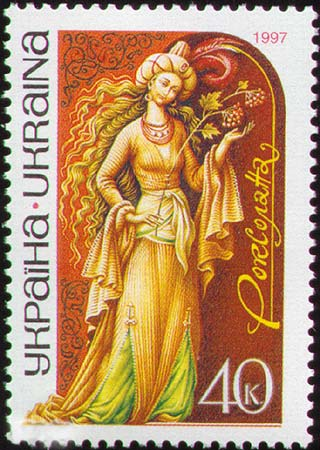
Роксолана на марке Украины. 1997 г.

Профессор истории, автор работы о султанском гареме Лесли Пирс отмечает, что до Хюррем фаворитки султанов играли две роли — роль фаворитки и роль матери наследника престола, и что эти роли никогда не совмещались. Родив сына, женщина переставала быть фавориткой, отправляясь вместе с ребёнком в отдалённую провинцию, где наследник должен был воспитываться до того времени, как займёт место отца. Хюррем же была первой женщиной, сумевшей одновременно играть обе роли, что вызывало огромное раздражение консервативно настроенного двора. Когда её сыновья достигли совершеннолетия, она не отправилась вслед за ними, а осталась в столице, лишь изредка навещая их. Именно этим во многом можно объяснить негативный образ, который сформировался вокруг Хюррем. Кроме того, она нарушила ещё один принцип османского двора, заключавшийся в том, что одна фаворитка султана должна была иметь не более одного сына. Не в силах объяснить, как Хюррем смогла достичь столь высокого положения, современники приписывали ей то, что она попросту околдовала Сулеймана. Этот образ коварной и властолюбивой женщины был перенесён и в западную историографию, хотя и подвергся некоторой трансформации.

## Роль в культуре

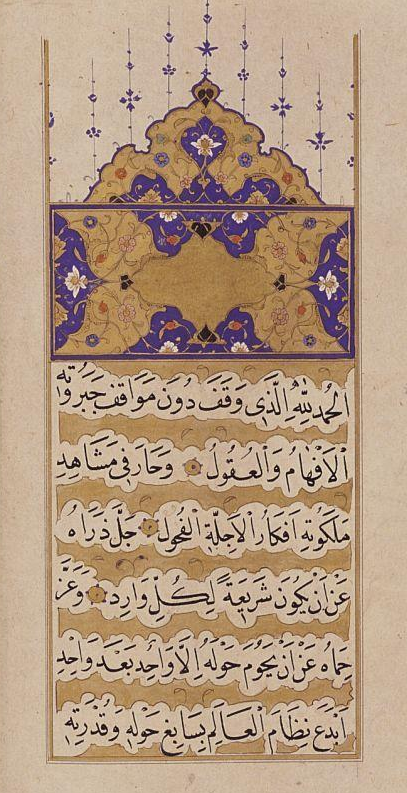
1-я страница вакфийя на комплекс Такхтият-Хасеки Хюррем Султан (мечеть Хасеки Хюррем, медресе и имарет в Иерусалиме)

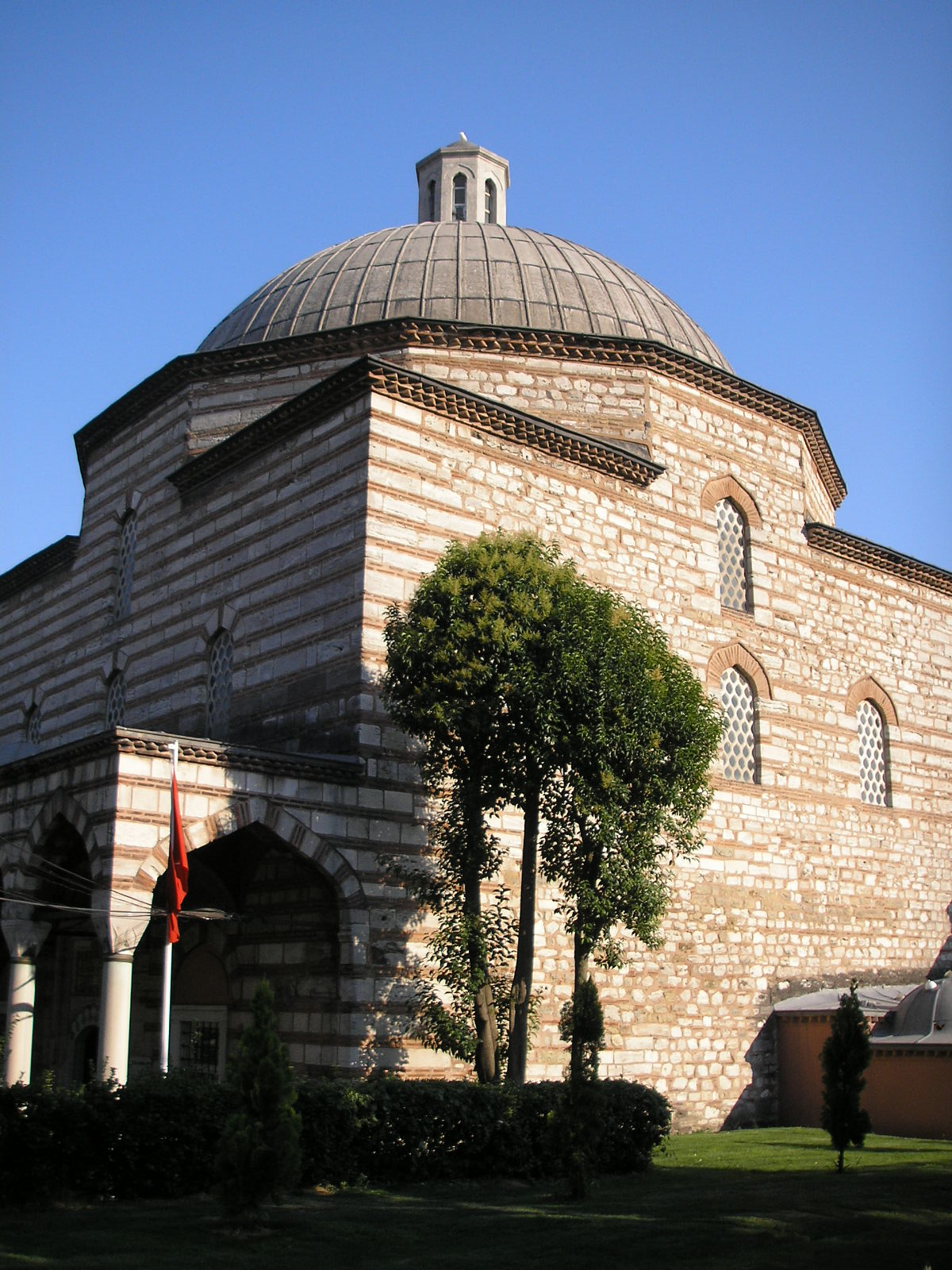
Хаммам, построенный по распоряжению Роксоланы (Стамбул, недалеко от собора Святой Софии)

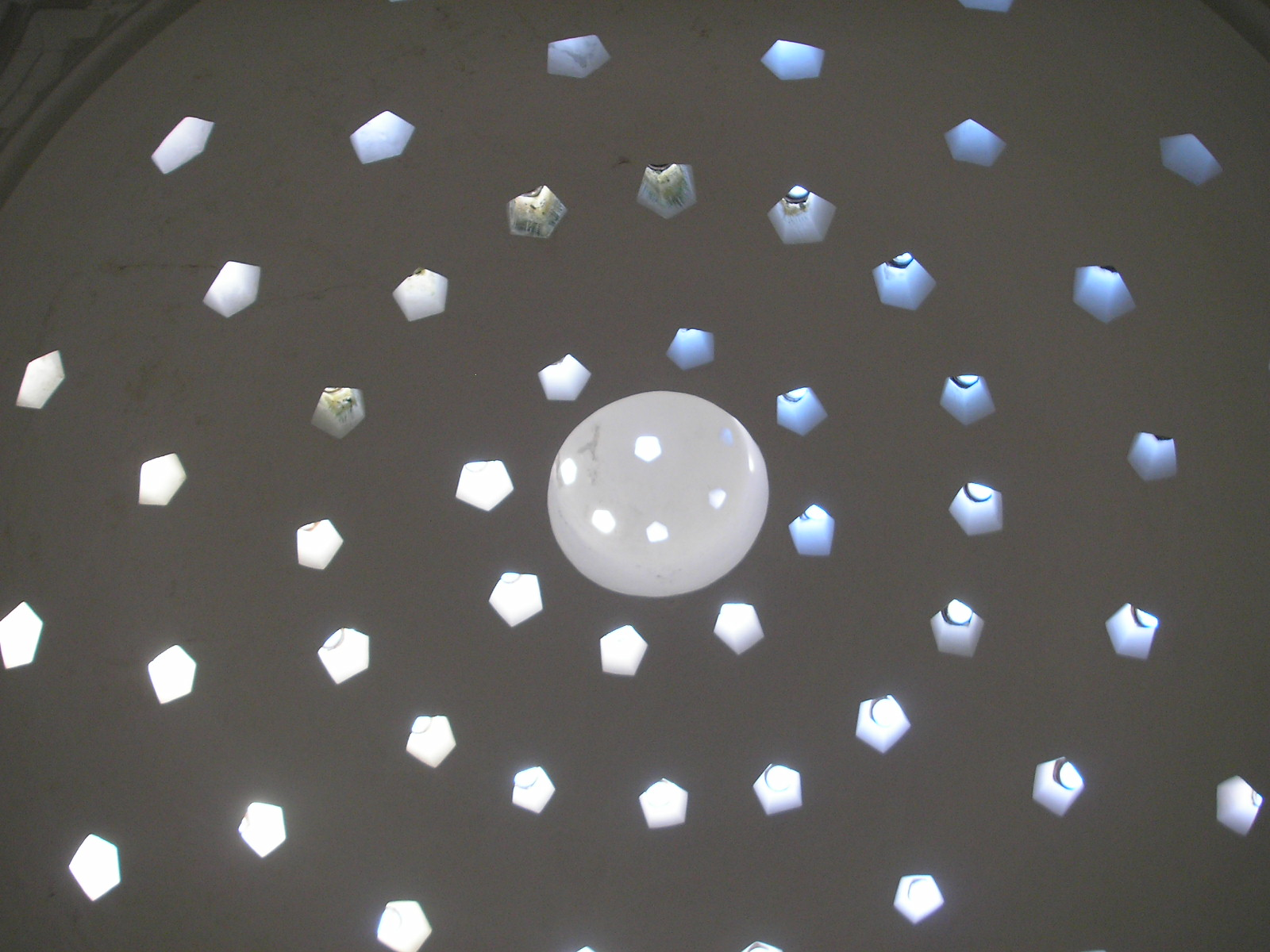
Свод купола в хаммаме (Стамбул, недалеко от собора Святой Софии)

В отличие от всех предшественниц, а также от матерей шехзаде, имевших право возводить строения лишь в рамках провинции, в которой они проживали с сыновьями, Хюррем получила право строить религиозные и благотворительные здания в Стамбуле и в иных крупных городах Османской империи. Она создала благотворительный фонд своего имени (тур. Külliye Hasseki Hurrem). На пожертвования из этого фонда в Стамбуле был построен Комплекс Хасеки Султан в районе бывшего женского невольничьего рынка (тур. Avret Pazari), в число строений которого входили мечеть, медресе, имарет, начальная школа, больницы и фонтан. Это был первый комплекс, построенный в Стамбуле архитектором Синаном в своей новой должности главного архитектора правящего дома, а также третье по величине здание в столице, после комплексов Мехмета II (тур. Fatih Camii) и Сулеймание (тур. Süleymanie). К числу иных благотворительных проектов Роксоланы относятся комплексы в Адрианополе и Анкаре, вошедшие в основу проекта в Иерусалиме (названного позже имени Хасеки Султан), хосписы и столовые для паломников и бездомных, столовая в Мекке (при имарете Хасеки Хюррем), общественная столовая в Стамбуле (в Avret Pazari), а также две большие общественные бани в Стамбуле (в Еврейском и Aya Sôfya кварталах).

## В произведениях искусства

### Кино
- 1990 — «Битва трёх королей» (СССР, Испания, Италия, Марокко). В роли Роксоланы — Клаудия Кардинале.
- 1996—2003 — телесериал «Роксолана» (Украина) — экранизация повести Осипа Назарука, в роли Анастасии-Роксоланы — Ольга Сумская.
- 2003 — телесериал «Хюррем Султан» (Турция), в роли Александры-Роксоланы-Хюррем — Гюльбен Эрген.
- 2008 — документальный фильм «Роксолана: кровавый путь к трону» из цикла «В поисках истины» (Украина).
- 2011—2014 — телесериал «Великолепный век» (Турция), в роли Александры-Роксоланы-Хюррем — Мерьем Узерли, с 103 серии — Вахиде Перчин.
- 2022 — фильм «Три тысячи лет желаний». Хюррем в нём сыграла Меган Гейл.

### Театр
- 1761 — пьеса «Les Trois Sultanes ou Soliman Second» (Шарль Симон Фавар).
- 1985 — спектакль «Роксолана» Тернопольского областного музыкально-драматического театра им. Т. Г. Шевченко (Украина) — постановка романа Павла Загребельного, в роли Роксоланы — Люся Давидко[46].
- 1988 — спектакль «Роксолана» Днепропетровского академического украинского музыкально-драматического театра имени Т. Г. Шевченко (Украина), в роли Роксоланы — Александра Копытина.

### Музыка
О Роксолане написано или посвящено ей около двух десятков музыкальных произведений, среди них:
- 1779—1781 — «63 Симфония» (Йозеф Гайдн).
- 1908—1909 — опера «Роксолана» (Денис Сичинский).
- 1976 — балет «Хюррем Султан» (муз. Невит Кодаллы, хореогр. Ойтун Турфанда).
- 1990 — песня «Роксолана» (слов. Степан Галябарда, муз. Олег Слободенко, испол. Алла Кудлай).
- 1992 — песня «Роксолана», исполняет Айво (Андрей) Красовский.
- 1995 — опера «Сулейман и Роксолана или Любовь в гареме» (Александр Костин, либр. Борис Чип).
- 2000 — рок-опера «Я — Роксолана» (слов. Степан Галябарда и муз. Арнольд Святогоров).
- 2009 — балет «Роксолана» (реж.-хореогр. Дмитрий Акимов).

## Комментарии
1. ↑  В XVI—XVII веках роксоланами нередко называли русинов — русских жителей Речи Посполитой. Причиной этому была роксоланская теория, согласно которой русины происходят от «сарматского племени роксолан», что давало русской шляхте возможность присоединиться к господствующей концепции сарматизма, обосновывающей особые шляхетские права. На основе этих идей Русь в западных и западнорусских источниках этого времени нередко называется Роксоланией[10][11].